# Ерікс Де Суза Сантос Перейра
Ерікс Де Суза Сантос Перейра або просто Ерікс (порт.-браз. Eriks de Souza Santos Pereira, нар. 23 лютого 1996, Педрейрас, Мараньян, Бразилія) — бразильський футболіст, захисник.

## Клубна кар'єра
Ерікс народився 23 лютого 1996 року в місті Педрейрас, штат Мараньян. Вихованець футбольної академії бразильського «Інтернасьйонала», в якій займався до 2015 року. З 2015 року почав залучатися до тренувань головної команди клубу, але виступав за молодіжний склад команди, в якій носив капітанську пов'язку. 18 травня 2015 року потрапив до заявки головної команди «Інтера» на домашній матч 2-го туру Серії A проти «Аваї» в якому господарі перемогли з рахунком 1:0, а Ерікс просидів увесь поєдинок на лаві для запасних. У 2017 році в Ерікса завершився контракт з клубом й він вирішив не продовжувати його. У червні 2017 року відправився на перегляд до луганської «Зорі», але не зміг вразити Юрія Вернидуба й залишив розташування луганського клубу. Після цього футболіст відправився на перегляд до іншого клубу УПЛ, ФК «Маріуполь». На початку серпня 2017 року підписав 2-річний контракт з маріупольською командою, але контракт гравця з «Маріуполем» було розірвано вже 12 січня 2018 року.

## Кар'єра в збірній
Залучався до складу юнацьких та молодіжних команд збірної Бразилії різних вікових категорій, а до команди U-20 був у них капітаном.

## Досягнення
- Ліга Гаушу
  -  Чемпіон (2): 2015, 2016